# Birte Karalus
Birte Karalus (ur. 7 sierpnia 1966 w Reinbek) – niemiecka dziennikarka i prezenterka. Honorowa ambasadorka Instytutu Jane Goodall.

## Życiorys
Ukończyła studia na dwóch kierunkach (ekonomia i filologia niemiecka). Po studiach podjęła pracę w stacji radiowej. Później została prezenterką radiową. Od 1992 pracuje dla stacji telewizyjnych. Miała własny talk show Birte Karalus w RTL. Pracowała jako reporterka dla ARD oraz dziennikarka sportowa dla stacji telewizyjnej RTL. Prowadziła też programy w ProSieben (m.in. wieczorne show Bye, Bye Sex and the City) oraz tv.gusto. W listopadzie 2007 ukazała się jej książka pt. Iss dich schön, klug und sexy mit Functional Eating (pol. Jedz sobie: piękna, mądra i seksowna z jedzeniem funkcjonalnym).
W latach 2008–2010 była prezenterką programu Weck Up (Sat.1). Od końca 2010 współprowadząca (razem z Peterem Stützerem) Magazin Auto Mobil (VOX), od 2011 prowadząca. Od 9 marca 2014 prowadzi dla telewizji internetowej platformę mittelstand – DIE MACHER.

## Publikacje
- Iss dich schön, klug und sexy mit Functional Eating RIVA VERLAG, Monachium, 2007 (razem z Meinrad Lindschinger), ISBN 978-3-936994-55-1